# Brigade der sozialistischen Arbeit
Brigade der sozialistischen Arbeit war eine staatliche Auszeichnung  der Deutschen Demokratischen Republik (DDR), welche in Form eines Ehrentitels mit Urkunde und einer tragbaren Medaille in Strahlenform verliehen wurde.

## Beschreibung
Gestiftet wurde der Titel am 6. August 1959 und erstmals anlässlich des 10. Jahrestages der DDR an 100 ausgezeichnete Brigaden verliehen. Seine Verleihung erfolgte an alle Brigaden der Produktion für vorbildliche Verpflichtungen hinsichtlich:
- sozialistischer Arbeitsweise
- sozialistisches Lernen und
- sozialistisch zu leben

Bis zur Auflösung dieses Ehrentitels wurde er in der Regel jedes Jahr zum 1. Mai, dem Tag der Arbeit, verliehen:
- 1959: 100-mal
- 1960: 972-mal und
- 1961: 2765-mal.
- 1962: keine Verleihungen mehr zum 1. Mai, da zuvor aufgelöst.

Nachfolger wurde zum 15. März 1962 der neue Ehrentitel Kollektiv der sozialistischen Arbeit.
Mit der Verleihung des Ehrentitels wurde eine Brigadeurkunde überreicht sowie eine Prämie für das Kollektiv. Daneben erhielt jedes Mitglied der Brigade diese Medaille nebst Urkunde.

## Medaille zum Ehrentitel

### Aussehen
Die Medaille in Form eines viereckigen Strahlensterns mit gerundeten Ecken war bis zum Ende seiner Verleihungen bronzen, war 30 × 20 mm groß und zeigte auf seinem Avers mittig ein rot emailliertes Medaillon mit Hammer und Zirkel, die beidseitig von je einer Ähre flankiert werden. Um das Medaillon herum ist ein Schriftring mit der Umschrift: BRIGADE DER SOZIALISTISCHEN ARBEIT. An allen vier Ecken des Sternes war je ein Eichenlaubblatt aufgelegt. Das Revers der Medaille (Sterns) zeigt dagegen die fünfzeilige Inschrift: SOZIALISTISCH / ARBEITEN / LERNEN UND / LEBEN sowie darunter zwei waagerecht zueinander liegende Eichenblätter. Sie glich damit auch seinem Nachfolger.

### Trageweise
Getragen wurde die Medaille an einer bronzenen rot emaillierte Spange mit den Maßen 25 × 9 mm an der linken oberen Brustseite. In dieser ist ein waagrechtes Feld in der Größe 17 × 4 mm eingeprägt worden, dass ebenfalls waagerecht die emaillierten Farben schwarz-rot-gold zeigt.